# Adobe Walls

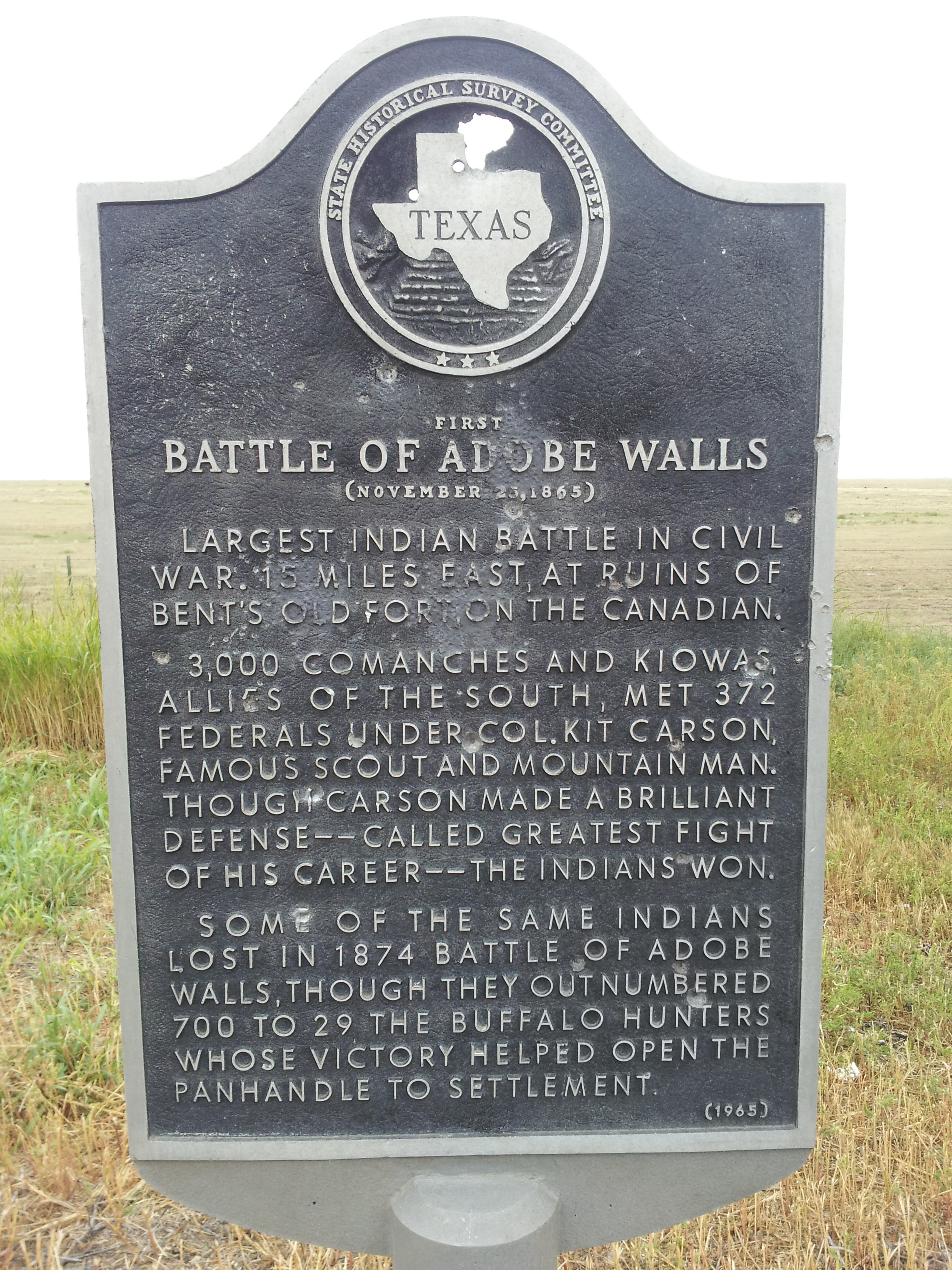
Infotafel bei den Adobe Walls (2014)

Adobe Walls, gelistet im NRHP mit der Nr. 78002958 ist der Name eines Handelspostens, der im Texas Panhandle, dem Nordteil des heutigen US-Bundesstaates Texas am Canadian River lag. Er war zweimaliger Schauplatz kriegerischer Auseinandersetzungen zwischen weißen Siedlern und Plainsindianern.

## Geschichte des Handelspostens vor den Schlachten
1843 gründete die Handelsgesellschaft Bent, St. Vrain and Company einen Handelsposten, der durch eine Holzpalisade gesichert war und Bent Creek genannt wurde. Der Posten diente zur Versorgung der Büffeljäger und zum Handel mit den umliegenden Indianerstämmen. 1845 wurde der Handelsposten zu einem Fort ausgebaut, das etwa 590 Quadratmeter groß war, nur einen Eingang hatte und von einer vier Meter hohen Mauer umgeben war. Auf Grund von Plünderungen durch die Indianer wurde der Handelsposten 1849 aufgegeben. Zur Zeit der ersten Schlacht bei Adobe Walls war das Fort verlassen und nur noch die Mauern standen.

## Erste Schlacht bei Adobe Walls
Das Gefecht vom 25. November 1864 gilt als das größte zwischen Indianern und Weißen während der Zeit des Sezessionskriegs. Bei dieser Auseinandersetzung griff Colonel Kit Carson mit seinen Truppen, verstärkt durch Ute- und Jicarilla-Indianer, ein Lager der Kiowa-Apachen an. Diese waren jedoch in der Lage, die Angreifer zurückzudrängen und mit einer Gruppe von etwa 1000 Kriegern bis in die Berge hinter Adobe Walls zurückzutreiben. Carson gab dieses Gefecht als Sieg aus, obwohl nur der Einsatz von zwei Haubitzen verhindert hatte, dass die Indianer ihre zahlenmäßige Überlegenheit, die ihnen im Nahkampf zweifellos den Sieg gesichert hätte, voll ausspielen konnten. Trotz der Härte der Kämpfe hatten die Weißen nur sechs Tote zu verzeichnen, die Indianer hingegen rund zehnmal so viele.

## Zweite Schlacht bei Adobe Walls
Die zweite Schlacht bei Adobe Walls fand am 27. Juni 1874 statt. Anfang 1874 hatte eine Gruppe von Händlern, die aus Kansas gekommen war, einen neuen Handelsposten nördlich der Ruinen von Adobe Walls errichtet. Um dem wahllosen Abschuss von Bisons durch weiße Büffeljäger Einhalt zu gebieten, griff eine Gruppe von 700 bis 1000 Indianern der Stämme Comanche, Kiowa, Cheyenne und Arapaho 29 Büffeljäger an, die sich in dem Handelsposten verschanzt hatten. Diese konnten den Angriff abwehren, weil sie über ausreichend moderne Waffen verfügten. Die Weißen hatten vier Tote zu verzeichnen, die Anzahl der getöteten Indianer ist unbekannt, weil diese ihre Toten mit vom Schlachtfeld nahmen. Nur rund 15 getötete Indianer wurden gefunden, weil diese zu nah am Posten gefallen waren und deshalb von ihren Stammesangehörigen nicht mehr geborgen werden konnten.

## Entwicklung des Ortes nach 1874
Die Bevölkerungsdichte des Gebietes blieb sehr gering. Zwar kamen in den folgenden Jahren weiterhin die Büffeljäger in die Gegend von Bent Creek, aber die Büffelbestände gingen zurück. Die Turkey Truck Ranch wurde in der Nähe von Bent Creek gegründet. 1883 erbaute der ehemalige Armeescout Billy Dixon (1850–1913) bei Adobe Walls ein Blockhaus, in dem er einen Handelsposten einrichtete. Im gleichen Jahr wurde dort eine Poststation eingerichtet, die Dixon fast zwanzig Jahre leitete. Bei der Gründung des Hutchinson County wurde Dixon zum Sheriff des Countys gewählt. 1902 siedelte Dixon mit seiner Familie wegen der Beschulung seiner Kinder in das benachbarte Plemons um. 1921 wurde die Poststation nach Plemons verlegt. Die letzten Einwohner verließen den Ort. Heute ist Adobe Walls eine Geisterstadt. 1923 wurde die Panhandle Plains Historical Society Besitzer der Überreste des Handelspostens und ließ in dem Gebiet in den 1970er Jahren archäologische Untersuchungen durchführen.